# Giro dei Paesi Baschi 2004
Il Giro dei Paesi Baschi 2004, quarantaquattresima edizione della corsa, si svolse dal 5 al 9 aprile 2004 su un percorso di 766 km ripartiti in cinque tappe (l'ultima suddivisa in 2 semitappe). Fu vinto da Jens Voigt, davanti a Iban Mayo e David Etxebarria.

## Tappe
| Tappa  | Data     | Percorso                           | km  | Vincitore di tappa | Leader cl. generale |
| ------ | -------- | ---------------------------------- | --- | ------------------ | ------------------- |
| 1ª     | 5 aprile | Bergara > Bergara                  | 139 | Alejandro Valverde | Alejandro Valverde  |
| 2ª     | 6 aprile | Bergara > Zalla                    | 180 | Beat Zberg         | Danilo Di Luca      |
| 3ª     | 7 aprile | Zalla > Vitoria-Gasteiz            | 169 | Carlos Zárate      | Alejandro Valverde  |
| 4ª     | 8 aprile | Vitoria-Gasteiz > Lekunberri       | 182 | Denis Menchov      | Denis Menchov       |
| 5ª-1ª  | 9 aprile | Lekunberri > Lazkao                | 88  | Jens Voigt         | Denis Menchov       |
| 5ª-2ª  | 9 aprile | Lazkao > Lazkao (Cron.individuale) | 8   | Bobby Julich       | Denis Menchov       |
| Totale | Totale   | Totale                             | 766 |                    |                     |

## Classifiche finali

### Classifica generale
| Pos. | Corridore        | Squadra       | Tempo     |
| ---- | ---------------- | ------------- | --------- |
| 1    | Denis Menchov    | Illes Balears | 19h25'46" |
| 2    | Iban Mayo        | Euskaltel     | a 21"     |
| 3    | David Etxebarria | Euskaltel     | a 22"     |
| 4    | Bobby Julich     | Team CSC      | a 30"     |
| SQ   | Levi Leipheimer  | Rabobank      | a 34"     |